# S.T.A.L.K.E.R.: Call of Pripyat
S.T.A.L.K.E.R.: Call of Pripyat ist ein Ego-Shooter aus dem Jahr 2009 vom ukrainischen Entwickler GSC Game World, das in einer fiktiv abgeänderten Sperrzone um das Kernkraftwerk Tschernobyl herum spielt. „Die Zone“ unterscheidet sich von ihrem realen Vorbild vor allem durch zusätzliche Bedrohungen durch Bereiche übernatürlicher physikalischer Auswirkungen, sogenannte Anomalien, Monster und gelegentliche Energieausbrüche, sogenannte Emissionen, die nur in Schutzräumen überlebt werden können. Einige real existierende Orte (Yanov Zugstation, Jupiter Fabrik, Kopatschi, Pripyat) wurden sehr detailgetreu nachempfunden. S.T.A.L.K.E.R. steht für Scavenger, Trespasser, Adventurer, Loner, Killer, Explorer and Robber, auf Deutsch Plünderer, Eindringling, Abenteurer, Einzelgänger, Mörder, Entdecker und Räuber. Die Charaktere dieses Spiels benennen so die zahlreichen Bewohner des Sperrgebietes, welche entweder als Schatzsucher und Glücksritter unterwegs sind oder versuchen auf andere Weise zu überleben. Es ist der dritte Teil der S.T.A.L.K.E.R.-Serie, die mit Shadow of Chernobyl begann.
Die im Spiel verwendete X-Ray Engine 1.6 unterstützt auch DirectX-11-Grafikkarten. Die Darstellung von Außenarchitektur, Lichteinfall und insbesondere auch Natur- und Wetterdarstellung wirken dadurch sehr realistisch.

## Handlung
Die Geschichte setzt direkt nach dem Ende von Shadow of Chernobyl ein: Nachdem der Stalker Strelok den Gehirnschmelzer deaktiviert hat, ein Gerät, welches durch elektromagnetisch erzeugte psychische Belastung ein Betreten des Zentrums der Zone verhindern soll, ereignet sich eine große Emission, welche die gesamte Zone verändert. Gleichzeitig dringen zahlreiche Stalker in das Zentrum vor. Die Regierung startet eine große Militäroperation namens „Fairway“, die das Atomkraftwerk im Zentrum unter ihre Kontrolle bringen soll. Laut Operationsplan soll die erste Militäreinheit eine Luftaufklärung durchführen und eine Karte erstellen, auf der alle Anomalien verzeichnet sind, damit die Sicherheitskräfte diesen ausweichen können. Doch trotz der gründlichen Vorbereitung scheitert die Operation: Alle Helikopter der Vorhut stürzten ab.
Um Informationen über die fehlgeschlagene Operation zu sammeln, sendet der Sicherheitsdienst der Ukraine den Agenten Major Alexander Degtyarev in die Zone. Dieser soll als Stalker getarnt die abgestürzten Hubschrauber untersuchen, eventuelle Überlebende finden und deren Evakuierung einleiten. Der Spieler steuert diesen Agenten als Charakter durch das Spiel. In drei großen Arealen, welche in den Vorgängerspielen nicht enthalten waren, trifft er auf neue Charaktere und einige Alte Bekannte, darunter auch den Protagonisten des ersten Teils, Strelok.
Der als Stalker getarnte Agent findet zunächst die fünf abgestürzten Hubschrauber und kann im Gebiet der Jupiter Anlage einen Überlebenden aufspüren. Zur Evakuierung muss aber der Weg nach Pripjat gefunden werden. Durch verschiedene Hinweise kann Degtyarev einen unterirdischen Verbindungstunnel finden, den er gemeinsam mit anderen Stalkern durchqueren will. Dazu kann der Spieler durch bestimmte Nebenaufträge die Anzahl seiner Begleiter auf maximal vier erhöhen. Bei der Ankunft in Pripjat wird der Agent von Soldaten aufgegriffen und muss sich notgedrungen zu Erkennen geben. Die Soldaten haben ebenfalls die Hubschrauberabstürze überlebt und sich in Pripjat verschanzt, um auf ihre Evakuierung zu warten. So lange aber die Ursache der Hubschrauberabstürze nicht geklärt wurde, kann keine Evakuierung erfolgen und die Soldaten bleiben weiter durch Mutanten und feindliche Monolither bedroht. Degtyarev ermittelt nun in Pripjat weiter, dringt in Gebäudekomplexe und unterirdische Labore vor und kann schließlich eine wahrscheinliche Ursache für den Absturz der fünf Hubschrauber feststellen. Nachdem diese zumindest vorübergehend ausgeschaltet wurde, soll die Evakuierung erfolgen. Dazu kämpft sich die Gruppe der Überlebenden durch die Straßen der Stadt zum Evakuierungspunkt. Dort kann sich der Spieler evakuieren lassen oder zurückbleiben und die Zone weitererkunden.
Ähnlich wie bei Shadow of Chernobyl sind mehrere Enden möglich. Tatsächlich werden abhängig von den erzielten Erfolgen und überlebenden NPC kurze weitere Handlungen im Abspann erwähnt.

## Spielprinzip

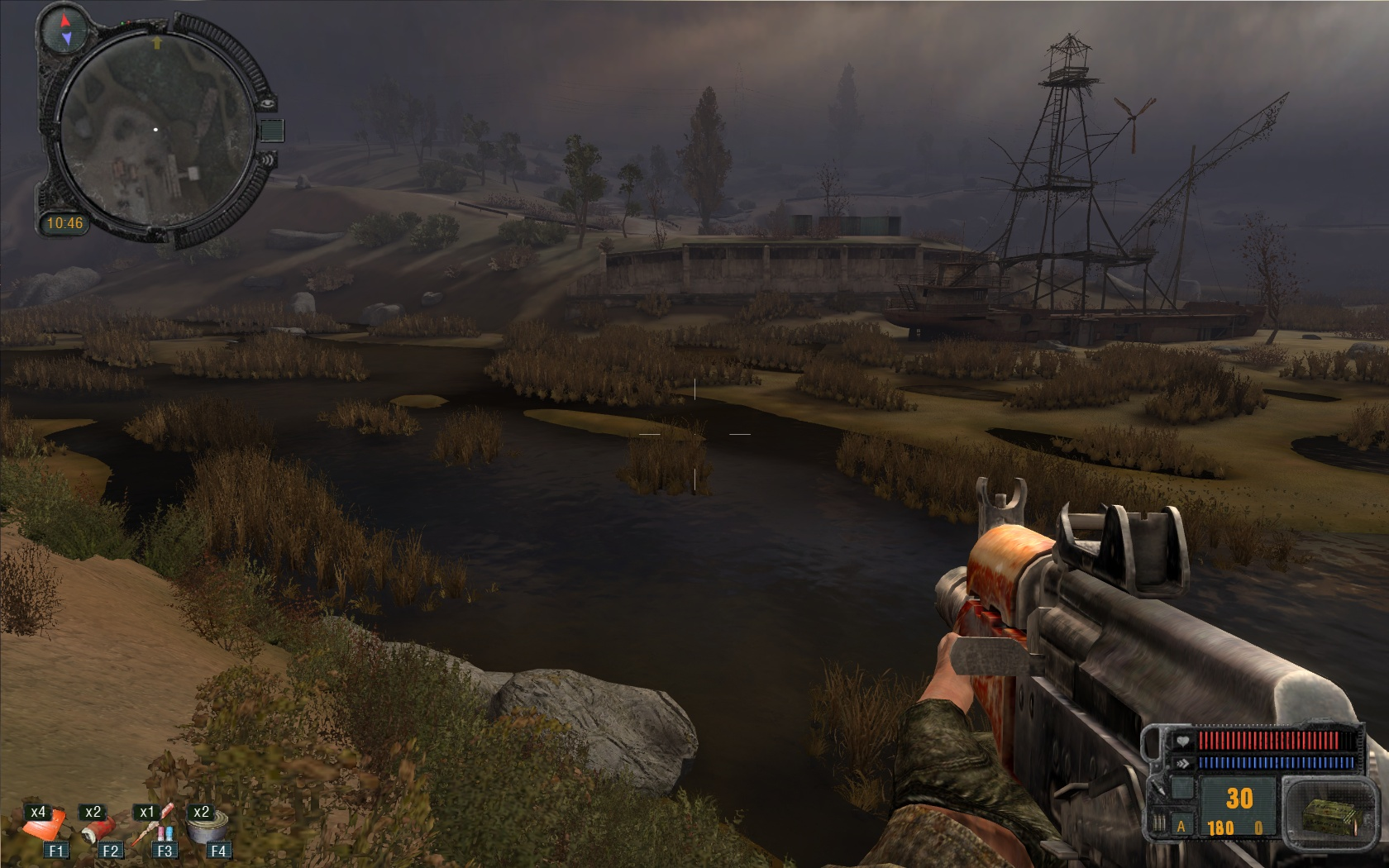
Screenshot

Die Absolvierung von Hauptaufgaben bestimmt den wesentlichen Handlungsbogen. Der Spieler kann das Fortschreiten der Haupthandlung dadurch steuern. Relativ unabhängig davon können Nebenaufträge abgearbeitet werden, welche das Ansehen bei den jeweiligen Auftraggebern steigern und regelmäßig durch besondere Ausrüstungsgegenstände oder Geldmittel entlohnt werden. Einige Nebenaufträge können auf verschiedene Art oder für verschiedene Auftraggeber absolviert werden, wodurch die Belohnungen unterschiedlich ausfallen können oder in der Folge andere Nebenaufträge freigeschaltet beziehungsweise verhindert werden. Im Unterschied zu seinen Vorgängern verfügt das Spiel über keine Region oder Handlungseinheit zu Beginn des Spiels mit deutlich verringertem Schwierigkeitsgrad, um einen erleichterten Einstieg zu ermöglichen. Der Spieler wird allein mit seiner relativ einfachen Ausrüstung und sehr begrenzten Geldmitteln am Rande eines Gebietes ausgesetzt und wird sofort mit der Zone konfrontiert. Für Neu-Einsteiger ist das Spiel daher schwieriger zu erlernen.
Der Spieler kann seinen Charakter nur durch hochwertige Ausrüstung verbessern. Die praktisch unverzichtbaren Waffen erfüllen alle mehr oder weniger ihren Zweck, unterscheiden sich aber erheblich bezüglich ihrer Feuerkraft und Zielgenauigkeit. Teilweise stehen auch verschiedene Munitionssorten zur Verfügung. Die zahlreichen und teilweise unvorhersehbaren gefährlichen Einwirkungen von Radioaktivität und giftigen Gasen erfordern eine entsprechende Schutzausrüstung oder erhebliches Geschick und Voraussicht, sofern diese Ausrüstung nicht verfügbar ist. Die Ausrüstung kann genreüblich durch Handel oder Erbeuten von getöteten Nichtspielercharakteren erlangt oder auch gelegentlich gefunden werden. Waffen und Schutzkleidung können gegen Barzahlung teilweise erheblich aufgewertet werden. Durch Schaden und Gebrauch nutzen sich die Waffen und Schutzkleidung ab und müssen repariert werden. Als besondere Form der Ausrüstung finden sich sogenannte Artefakte in lebensgefährlichen Bereichen übernatürlicher physikalischer Phänomene, sofern der Charakter über einen Detektor und genügend Geschick verfügt. Die Artefakte verbessern permanent die Fähigkeiten des Charakters durch Heilung, Erhöhung von Ausdauer oder Tragkraft oder Schutz vor schädlichen Umwelteinwirkungen, so lange sie am Gürtel getragen werden. Außerdem stehen noch medizinische Mittel zur Verfügung, um Verletzungen zu heilen oder als Gegenmittel gegen schädliche Umwelteinwirkungen. Der Spieler leidet auch regelmäßig unter Hunger und Müdigkeit.
Die Nichtspielercharaktere gliedern sich in verschiedene Fraktionen, die sich teilweise gegenseitig bekämpfen. In einigen Gebieten begegnen sich dabei immer wieder Gruppen verschiedener Fraktionen, wodurch es zu Gefechten kommt. In jedem Gebiet existiert zumindest ein neutraler Bereich, in welchem keine Kämpfe stattfinden und Schutz vor Mutanten und Emissionen besteht. In diesem Bereich befindet sich zumindest ein Händler und ein Mechaniker, welcher Reparaturen und Aufwertungen an der Ausrüstung des Spielers vornehmen kann. Hier kann der Spieler auch seinen Charakter schlafen lassen. Der Spieler steht den anderen Stalkern zunächst neutral gegenüber, kann sich aber mit fast allen NPC verfeinden oder soweit anfreunden, dass er mit keiner anderen Fraktion verfeindet und mit einer oder mehreren befreundet ist. Die Fraktion der Monolither bildet hierzu eine Ausnahme, da diese grundsätzlich jeder anderen Fraktion gegenüber feindlich eingestellt ist.
Tatsächlich simuliert das Spiel ein gewisses Eigenleben der NPC und Monster, indem diese in bestimmten zeitlichen Abständen an bestimmten Orten nach dem Zufallsprinzip erscheinen und dann nach sehr einfachen Vorgaben agieren. Die Beziehungen zwischen den einzelnen Gruppen entwickeln sich dabei relativ komplex, vor allem da sich die Monster auch teilweise untereinander bekämpfen.
Der Spieler wird für die Abschließung einiger Nebenaufträge und für das Erforschen bestimmter Gebiete mit Erfolgen belohnt. Dadurch ergeben sich entweder Auswirkungen für das Ansehen bei einigen Fraktionen, zusätzliche Prämien oder verbesserte Waren- und Dienstleistungsangebote. Ein Erfolg verleiht sogar die Fähigkeit, die sonst mit Sicherheit tödlichen Emissionen außerhalb von Schutzräumen zu überleben.

## Vorgänger

### S.T.A.L.K.E.R.: Shadow of Chernobyl
S.T.A.L.K.E.R.: Shadow of Chernobyl ist der erste Teil der S.T.A.L.K.E.R.-Serie und spielt in der Sperrzone rund um Tschernobyl. Die Geschichte der Reaktorkatastrophe von 1986 wird weitergesponnen, wonach im Jahr 2006 dort eine erneute Explosion stattfindet, und damit eine „Zone“ mit einer Reihe wissenschaftlicher Anomalien entsteht.
Am Anfang des Spiels, im Jahre 2012, hat der Spieler sein Gedächtnis verloren. Von anderen wird er nur Gezeichneter genannt und er weiß nur aus seinem bisherigen Leben, einen gewissen Strelok zu töten.

### S.T.A.L.K.E.R.: Clear Sky
In S.T.A.L.K.E.R.: Clear Sky, einem Prequel zu Shadow of Chernobyl, dringt 2010 zum ersten Mal ein Stalker in das Zentrum der kontaminierten Zone, das Atomkraftwerk von Tschernobyl, vor und verursacht eine Katastrophe unvorstellbaren Ausmaßes: Ein gewaltiger Ausbruch von anomaler Energie verändert die gesamte Zone. Von nun an gibt es keine sicheren Orte mehr und das gesamte Gebiet versinkt im puren Chaos. Nicht nur viele Stalker, sondern ganze Expeditionstrupps, bestehend aus einer Vielzahl von Menschen, sterben oder bleiben abgeschnitten von der sicheren Welt in den verlorenen Gebieten zurück. Deren Sektoren werden ständig von weiteren Ausbrüchen geplagt und mutieren durch Anomalien zu einer lebensfeindlichen Umwelt.
Nur wenige verstreute Gruppen sind noch übrig und der unerbittliche Kampf zwischen den einzelnen Fraktionen beginnt. Es gibt keine alten Freunde oder Feinde mehr. Ab jetzt ist jede Gruppe auf sich alleine gestellt und kämpft ums nackte Überleben.

## Parallelen zum Computerspiel Metro 2033
Einige Mitarbeiter von GSC Game World wechselten später zum ukrainischen Spieleentwickler 4A Games. Bei ihnen entstand das Spiel Metro 2033.